# Neville Gadsden
Neville Gadsden, född 23 maj 1919, död 17 januari 1984, var en australisk friidrottare. Han deltog vid olympiska sommarspelen 1956.